# Промысловский сельсовет
Промысло́вский сельсове́т — сельское поселение в Лиманском районе Астраханской области Российской Федерации.
Административный центр — село Промысловка.

## История
6 августа 2004 года в соответствии с Законом Астраханской области № 43/2004-ОЗ установлены границы муниципального образования, сельсовет наделен статусом сельского поселения.

## Население
| 2010  | 2012  | 2013  | 2014  | 2015  | 2016  | 2017  |
| ----- | ----- | ----- | ----- | ----- | ----- | ----- |
| 1479  | ↗1499 | ↗1501 | ↘1486 | ↗1506 | ↘1498 | ↗1505 |
| 2018  | 2019  | 2020  | 2021  |       |       |       |
| ↘1490 | ↘1462 | ↘1439 | ↗1498 |       |       |       |

## Состав сельского поселения
| № | Населённый пункт | Тип населённого пункта       | Население |
| - | ---------------- | ---------------------------- | --------- |
| 1 | Олейниково       | посёлок                      | ↗33       |
| 2 | Промысловка      | село, административный центр | ↗1654     |